# 1282 Utopia
1282 Utopia (1933 QM1) là một tiểu hành tinh vành đai chính được phát hiện ngày 17 tháng 8 năm 1933 bởi C. Jackson ở Johannesburg (UO).